# Issoria chlorographa
Issoria chlorographa är en fjärilsart som beskrevs av Cabeau 1922. Issoria chlorographa ingår i släktet Issoria och familjen praktfjärilar. Inga underarter finns listade i Catalogue of Life.